# Tétéma du Mexique
Formicarius moniliger
Espèce
Synonymes
- Formicarius analis moniliger

Le Tétéma du Mexique (Formicarius moniliger) est une espèce d'oiseaux de la famille des Formicariidae.